# Рожевиц, Роман Юльевич
Роман Юльевич Рожевиц (1882—1949) — советский ботаник, специалист по злаковым растениям. Заслуженный деятель науки РСФСР (1947).

## Биография
Роман Юльевич Рожевиц родился 17 ноября 1882 года в Санкт-Петербурге. В 1902 году, окончив реальное отделение Петришуле, поступил на естественное отделение физико-математического факультета Санкт-Петербургского университета. В 1910 году Роман Юльевич окончил Университет с дипломом по географии.
С 1906 года Рожевиц работал в Императорском ботаническом саду. В этом же году совершил поездку в Бухару, а в 1910 году посетил некоторые важнейшие гербарии Европы в Лондоне, Париже и Берлине. Принимал участие в экспедиции Б. А. Федченко на Памир (1911). В 1915 году путешествовал по Средней Азии, в 1927 году — по Казахской ССР.
В 1934 году Рожевиц получил степень доктора биологических наук. В 1947 году был удостоен почётного звания Заслуженного деятеля науки СССР.
Роман Юльевич Рожевиц скончался 26 июля 1949 года в Ленинграде.
Рожевиц — составитель описаний ко многим родам и видам растений из семейств Злаковые для издания «Флора СССР».

## Награды и звания
- орден Трудового Красного Знамени (17.05.1944)
- Заслуженный деятель науки РСФСР (1947)

## Род и некоторые виды растений, названные в честь Р. Ю. Рожевица
- Roshevitzia Tzvel., 1968 = Eragrostis Wolf, 1776 (Полевичка)
- Hordeum roshevitzii Bowden, 1965, nom. nov.
- Puccinellia roshevitsiana (Schischk.) V.I.Krecz. ex Tzvelev, 1955